# Artur Moraes
Pour les articles homonymes, voir Artur et Moraes.
Artur Guilherme Moraes Gusmão, dit Artur Moraes ou Artur, né le 25 janvier 1981 à Leme au Brésil, est un footballeur brésilien évoluant au poste de gardien de but.

## Carrière
- 2003-2006 :  Cruzeiro EC
  - 2006-2007 :  Coritiba FC (prêt)
- 2007-déc. 2007 :  AC Sienne
  - jan. 2008-2008 :  AC Cesena (prêt)
- 2008-2011 :  AS Roma
  - 2010-2011 :  Sporting Braga (prêt)
- 2011-2015 :  Benfica
- 2015-2016 :  Osmanlispor[1]
- Depuis 2017 :  Chapecoense[2]

## Palmarès

### Cruzeiro
- Champion du Brésil en 2003 avec Cruzeiro
- Vainqueur de la Coupe du Brésil en 2003 avec Cruzeiro
- Champion de l'État du Minas Gerais en 2003 et 2004 avec Cruzeiro

### Coritiba
- Champion du Brésil de D2 en 2007 avec Coritiba

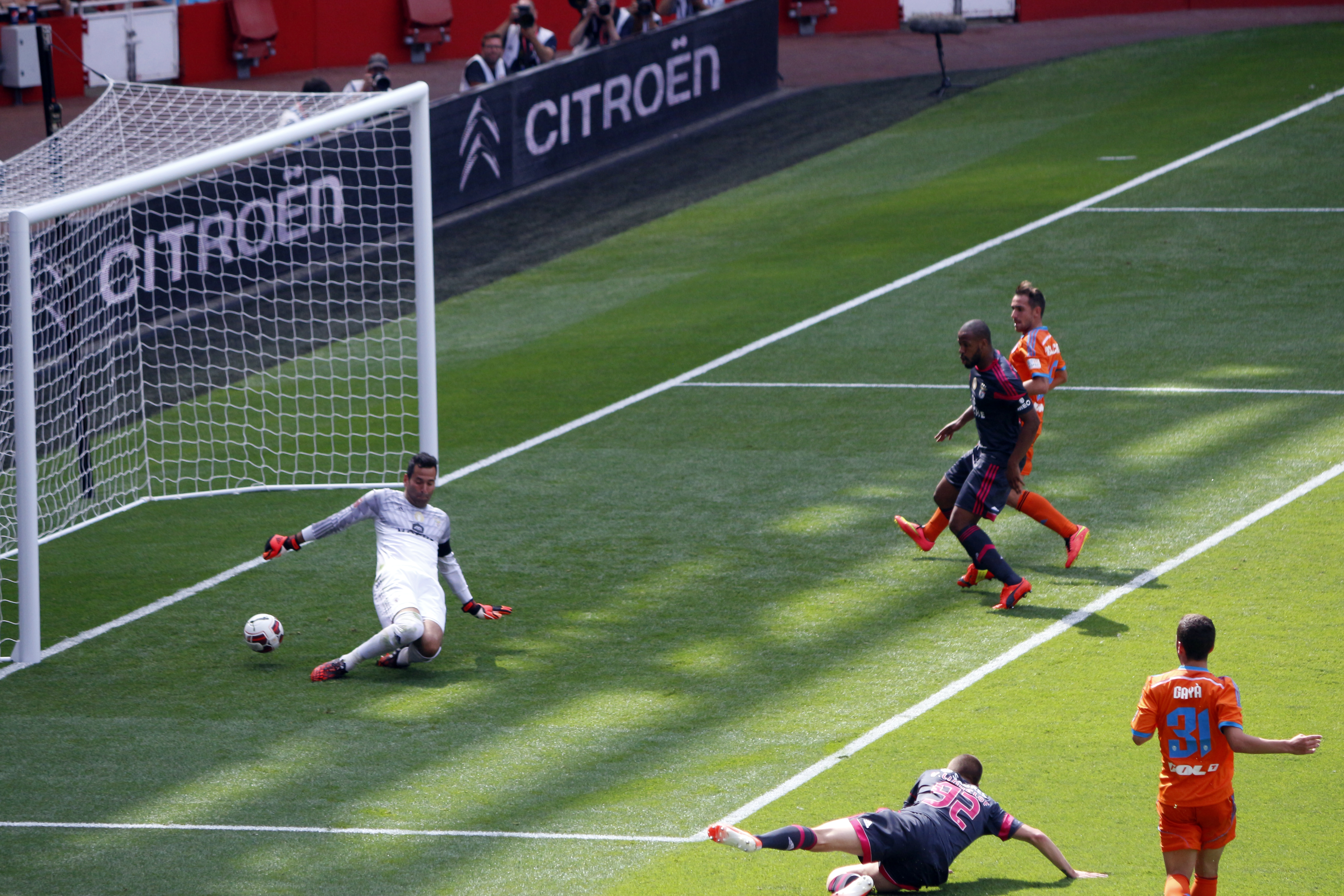
Lors d'un match de la coupe amicale Emirates en 2014 défaite 3-1 contre Valence. Le club a fini quatrième de ce tournoi.

### SL Benfica

#### Saison 2010-2011
- Coupe de la ligue Portugaise 2010-2011

#### Saison 2011-2012
- Coupe de la ligue portugaise 2011-2012

#### Saison 2013-2014
- Championnat du Portugal 2013-2014
- Coupe du Portugal 2013-2014
- Coupe de la ligue portugaise 2013-2014
- Supercoupe du Portugal 2013-2014
- Finaliste de la Ligue Europa 2013-2014

#### Saison 2014-2015
- Championnat du Portugal 2014-2015
- Coupe de la ligue portugaise 2014-2015